# Papilio laomedon
Papilio laomedon is een vlinder uit de familie van de pages (Papilionidae). De wetenschappelijke naam van de soort is voor het eerst geldig gepubliceerd in 1793 door Johann Christian Fabricius. Deze naam wordt wel beschouwd als een synoniem van de typische ondersoort van Papilio memnon.